# کیسی ودرز
کیسی ودرز (انگلیسی: Casey Weathers؛ زادهٔ ۱۰ ژوئن ۱۹۸۵) بازیکن بیس‌بال اهل ایالات متحده آمریکا است.